# Metropolia Belém do Pará
Metropolia Belém do Pará – metropolia Kościoła rzymskokatolickiego w Brazylii. Składa się z metropolitalnej archidiecezji Belém do Pará, ośmiu diecezji i jednej prałatury terytorialnej. Została erygowana 1 maja 1906 bullą Sempiternum Humani Generis papieża Piusa X. Od 2025 godność metropolity sprawuje arcybiskup Júlio Endi Akamine SAC.
W skład metropolii wchodzą:
- archidiecezja Belém do Pará
  - diecezja Abaetetuba
  - diecezja Bragança do Pará
  - diecezja Cametá
  - diecezja Castanhal
  - diecezja Macapá
  - diecezja Marabá
  - diecezja Ponta de Pedras
  - diecezja Santíssima Conceição do Araguaia
    - prałatura terytorialna Marajó

## Metropolici
- Alberto Gaudêncio Ramos (1958 – 1990)
- Vicente Joaquim Zico (1990 – 2004)
- Orani João Tempesta (2004 – 2009)
- Alberto Taveira Corrêa (2009 – 2025)
- Júlio Endi Akamine SAC (od 2025)

Prowincja kościelna Belém do Pará wraz z prowincją Santarém tworzy region kościelny Północ 2 (Regional Norte 2), zwany też regionem Pará e Amapá.